# Barão de Suassuna
Barão de Suassuna ou Barão de Suaçuna é um título nobiliárquico brasileiro criado por D. Pedro II do Brasil, por decreto de 18 de julho de 1841, a favor de Francisco de Paula Cavalcanti de Albuquerque.
Titulares
1. Francisco de Paula Cavalcanti de Albuquerque – 1.º visconde com grandeza de Suaçuna;
2. Henrique Marques de Holanda Cavalcanti.